# Missões diplomáticas nos Estados Unidos

Mapa indica estados e territórios que mantém relações diplomáticas com os EUA.
Os Estados Unidos
Nações com as quais os EUA têm relações diplomáticas formais
Nações com as quais os EUA não têm relações diplomáticas formais
Áreas disputadas

Abaixo está a lista das embaixadas presente nos Estados Unidos. Até o presente, Washington, D.C. abriga 174 embaixadas residentes. Doze nações mantém relações diplomáticas com os Estados Unidos através de suas missões junto as Nações Unidas em Nova Iorque. No entanto, apenas os escritórios em Nova Iorque que servem como uma missão diplomática oficial junto aos Estados Unidos estão listados aqui. Para a lista completa das missões diplomáticas nas Nações Unidas, veja Representação Permanente junto as Nações Unidas.

## Embaixadas em Washington
Os países marcados com um asterisco (*) têm embaixadas em
Washington perto ou dentro de uma porção da Avenida Massachusetts conhecida como Embassy Row.
| - Afeganistão - Albânia - Argélia - Angola - Antígua e Barbuda - Argentina - Armênia* - Austrália* - Áustria - Azerbaijão* - Bahamas* - Bahrein - Bangladesh - Barbados - Bielorrússia - Bélgica - Belize* - Benim - Bolívia* - Bósnia e Herzegovina - Botswana - Brasil* - Brunei - Bulgária* - Burquina Fasso* - Burundi - Camboja - Camarões* - Canadá - Cabo Verde* - República Centro-Africana* - Chade - Chile* - China - Taiwan(Escritório Econômico e Cultural) - Colômbia - Republic of the Congo - República Democrática do Congo(Zaire) - Costa Rica - Costa do Marfim* - Croácia* - Cuba* - Chipre* - Chéquia - Dinamarca* - Djibuti - Dominica - República Dominicana - Timor-Leste (Timor-Leste)* - Equador - Egito - El Salvador - Guiné Equatorial - Eritreia - Estónia* - Etiópia - Fiji - Finlândia* - França - Gabão | - Gâmbia - Geórgia* - Alemanha - Gana - Grécia* - Granada - Guatemala* - Guiné - Guiana - Haiti* - Vaticano (Cidade do Vaticano)* - Honduras - Hungria - Islândia* - Índia* - Indonésia* - Iraque* - Irlanda* - Israel - Itália* - Jamaica - Japão* - Jordânia - Cazaquistão - Quênia - Kosovo - Kuwait - Quirguistão* - Laos - Letónia* - Líbano - Lesoto* - Libéria - Líbia - Liechtenstein - Lituânia - Luxemburgo* - Macedônia do Norte - Madagáscar* - Malawi* - Malásia - Mali - Malta - Ilhas Marshall* - Mauritânia - Ilhas Maurícias - México - Estados Federados da Micronésia - Moldávia - Mónaco - Mongólia - Montenegro - Marrocos - Moçambique - Myanmar - Namíbia - Nepal - Países Baixos | - Nova Zelândia* - Nicarágua - Níger* - Nigéria - Noruega* - Omã - Paquistão - Palau - Panamá - Papua-Nova Guiné* - Paraguai* - Peru* - Filipinas* - Polónia - Portugal* - Catar - Roménia* - Rússia - Ruanda - São Cristóvão e Neves - Santa Lúcia - São Vicente e Granadinas - Arábia Saudita - Senegal - Sérvia - Serra Leoa - Singapura - Eslováquia - Eslovênia - África do Sul* - Coreia do Sul* - Espanha - Sri Lanka - Sudão* - Suriname - Essuatíni - Suécia - Suíça - Síria - Tajiquistão - Tanzânia - Tailândia - Togo* - Trinidad e Tobago* - Tunísia* - Turquia* - Turquemenistão* - Uganda - Ucrânia - Emirados Árabes Unidos - Reino Unido* - Uruguai - Uzbequistão* - Venezuela - Vietname - Iêmen - Zâmbia* - Zimbabwe |

### Países representados oficialmente por suas missões em Nova Iorque
| - Andorra - Comores - Guiné-Bissau - Nauru | - São Tomé e Príncipe - Samoa - Seicheles - Ilhas Salomão | - Somália - Tonga - Tuvalu - Vanuatu |

### Entidades estatais não soberanas com as missões para os Estados Unidos, em Washington, DC
- União Africana
- União Europeia
- Gibraltar
- Hong Kong

## Consulados-Gerais em Nova Iorque
New York City é a maior cidade dos Estados Unidos. É a casa da Assembleia Geral das Nações Unidas, onde a maioria dos países enviam sua delegação permanente junto a ela. É também o lar de 100 outras missões diplomáticas, mais do que qualquer capital e não mais do que muitas capitais. Todos são consulados-gerais, exceto os enumerados.
| - Afeganistão - Albânia - Andorra (Embaixada) - Angola - Antígua e Barbuda - Argentina - Austrália - Áustria - Bahamas - Bahrein - Bangladesh - Barbados - Bielorrússia - Bélgica - Bolívia - Brasil - Bulgária - Canadá - Chile - Chile - Taiwan (Escritório Econômico e Cultural) - Colômbia - Costa Rica - Croácia - Chipre - Chéquia - Dinamarca - Dominica - República Dominicana - Equador - Egito - El Salvador - Estónia - Finlândia | - França - Geórgia - Alemanha - Grécia - Granada - Guatemala - Guiana - Haiti - Honduras - Hungria - Islândia - Índia - Indonésia - Irlanda - Israel - Itália - Jamaica - Japão - Quênia - Quirguistão (Posto Consular) - Líbano - Lituânia - Luxemburgo - Macedônia do Norte - Malásia - México - Mónaco - Montenegro - Marrocos - Nepal - Países Baixos - Nova Zelândia - Nicarágua - Nigéria | - Noruega - Paquistão - Panamá - Paraguai - Peru - Filipinas - Polónia - Portugal - Roménia - Rússia - São Cristóvão e Neves - Santa Lúcia - São Vicente e Granadinas - Arábia Saudita - Senegal - Sérvia - Singapura (Consulado) - Eslováquia - Eslovênia - África do Sul - Coreia do Sul - Espanha - Suíça - Tailândia - Trinidad e Tobago - Turquia - Ucrânia - Emirados Árabes Unidos - Reino Unido - Uruguai - Uzbequistão - Venezuela |

## Cidades americanas com dez ou mais consulados

### Los Angeles
Los Angeles, é a segunda maior cidade dos Estados Unidos, e lar de 60 missões diplomáticas, mais do que qualquer outra cidade na Costa Oeste e de qualquer cidade norte-americana, atrás apenas de Nova Iorque e Washington. Many of these consulados são localizados ao longo do Wilshire Boulevard
| - Afeganistão - Armênia (Escritório em Glendale) - Argentina - Austrália - Áustria - Azerbaijão - Bangladesh - Bélgica - Belize - Bolívia - Brasil - Bulgária - Canadá - Chile - China - Taiwan (Escritório Econômico e Cultural) - Colômbia (Escritório em Beverly Hills) - Costa Rica - Croácia - Chéquia - República Dominicana | - Equador (Escritório em Beverly Hills) - Egito - El Salvador - Etiópia - Finlândia - França - Alemanha - Grécia - Guatemala - Honduras - Hungria - Indonésia - Israel - Itália - Japão - Quênia - Kuwait - Líbano - Malásia - México | - Nova Zelândia - Nicarágua - Paquistão - Paraguai - Peru - Filipinas - Polónia - Roménia - São Cristóvão e Neves - Arábia Saudita - Eslováquia - África do Sul - Coreia do Sul - Espanha - Sri Lanka - Suíça - Tailândia - Turquia - Reino Unido - Uruguai |

### Chicago
Chicago abriga 52 missões, sendo a quarta cidade com maior número delas após Washington, Nova Iorque e Los Angeles.
| - Argentina - Austrália - Áustria - Bósnia e Herzegovina - Brasil - Bulgária - Canadá - Chile - China - Taiwan (Escritório Econômico e Cultural) - Colômbia - Costa Rica - Croácia - Chéquia - Dinamarca - República Dominicana - Equador - Egito | - El Salvador - França - Alemanha - Grécia - Guatemala - Haiti - Honduras - Hungria - Índia - Indonésia - Irlanda - Israel - Itália - Japão - Lituânia - Macedônia do Norte - México - Países Baixos | - Paquistão - Peru - Filipinas - Polónia - Roménia - Sérvia - África do Sul - Coreia do Sul - Espanha - Suíça - Tailândia - Turquia - Ucrânia - Reino Unido - Uruguai - Venezuela |

### San Francisco
San Francisco abriga 39 missões, a segunda cidade com maior número na Costa Oeste.
| - Austrália - Brasil - Canadá - Chile - China - Taiwan (Escritório Econômico e Cultural) - Colômbia - Equador - Egito - El Salvador - França - Alemanha - Grécia | - Guatemala - Honduras - Índia - Indonésia - Irlanda - Israel - Itália - Japão - Luxemburgo - México - Países Baixos - Nicarágua - Noruega - Peru | - Filipinas - Portugal - Rússia - Singapura - Coreia do Sul - Espanha - Suíça - Tonga - Ucrânia - Reino Unido - Venezuela - Vietname |

### Houston
Houston, a maior cidade no Texas e no sul dos Estados Unidos, abriga 37 missões
| - Angola - Argentina - Brasil - Bolívia (Consulado) - Canadá (Consulado) - Chile - China - Colômbia - Costa Rica - Equador - El Salvador - Egito - Guiné Equatorial - França | - Alemanha - Grécia - Guatemala - Honduras - Índia - Indonésia - Israel - Itália - Japão - México - Nicarágua - Noruega - Paquistão | - Panamá - Peru - Catar - Rússia - Arábia Saudita - Coreia do Sul - Espanha - Turquia - Reino Unido - Venezuela - Vietname |

### Miami
Miami abriga 35 missões diplomáticas. Devido à sua localização, muitos países latino-americanos e caribenhos mantém consulados-gerais.
| - Antígua e Barbuda - Argentina - Bahamas - Barbados - Brasil - Bolívia - Bulgária - Canadá - Chile - Taiwan (Escritório Econômico e Cultural) - Colômbia - Costa Rica - República Dominicana | - Equador - El Salvador (Oficial em Coral Gables) - França - Alemanha - Guatemala - Haiti - Honduras - Israel - Itália - Jamaica - Japão - México | - Países Baixos - Nicarágua - Panamá - Paraguai - Peru - Espanha - Suriname - Trinidad e Tobago - Reino Unido - Uruguai - Venezuela |

### Atlanta
Atlanta abriga 22 missões.
| - Argentina - Austrália - Bélgica - Brasil - Canadá - Taiwan (Escritório Econômico e Cultural) - Colômbia - El Salvador (Oficial localizado em Woodstock) | - França - Alemanha - Grécia - Guatemala - Honduras - Irlanda - Israel | - Japão - México - Nigéria - Peru - Coreia do Sul - Suíça - Reino Unido |

### Boston
Boston abriga 22 missões
| - Alemanha - Brasil - Canadá - Cabo Verde - Taiwan (Escritório Econômico e Cultural) - Colômbia - República Dominicana - El Salvador | - França - Grécia - Haiti - Irlanda - Israel - Itália - Japão | - México - Peru - Portugal - Coreia do Sul (localizada em Newton) - Espanha - Tailândia - Reino Unido (localizada em Cambridge) |

## Outras cidades com Missões Diplomáticas
Todos são Consulados ou Consulados-Gerais, a menos cotadas. Muitas cidades têm apenas um ou dois consulados, que são, muitas vezes com o México (que tem 50 escritórios nos Estados Unidos), ou do Canadá (que tem 23).
| - Canadá (Consulado) - Japão (Escritório Consular) - México (Consulado) - Coreia do Sul (Escritório Consular) - El Salvador - Canadá Eslovênia - Canadá - El Salvador - México - Peru - Canadá - Guatemala - Japão - México - Peru - Reino Unido - Canadá - Iraque - Itália - Japão - Líbano - Macedônia do Norte - México (Consulado) Guam abriga seis missões, todas são de países asiáticos do Pacífico. - Taiwan (Escritório Econômico e Cultural) - Estados Federados da Micronésia - Japão - Palau - Filipinas - Coreia do Sul (Agência Consular) - Brasil - Peru Honolulu abriga oito missões, todas são de países asiáticos ou do Pacífico. - Austrália - Republic of China (Escritório Econômico e Cultural) - Estados Federados da Micronésia - Japão - Kiribati - Ilhas Marshall - Filipinas - Coreia do Sul - Taiwan (Escritório Econômico e Cultural) - México (Consulado) - El Salvador - México (Consulado) - República Dominicana - Canadá (Consulado) - Croácia (Consulado) - México (Consulado) - Japão - Portugal (Consulado, em fechamento) - Equador - Canadá (Princeton, Escritório de Negócios) - Equador (Newark) - El Salvador (Elizabeth) - Peru (Paterson) - Portugal (Newark) - Costa Rica - República Dominicana - França - Honduras - México (Consulado) - Panamá - Espanha - Venezuela | - El Salvador - México - Argentina (Consulado) - Haiti (Escritório Consular) - México (Consulado) - Países Baixos (Consulado) - Reino Unido (Consulado) - Samoa - Canadá - Canadá (Consulado) - Chile - Israel - Itália - México (consulado) - Panamá - Canadá (Consulado) - Guatemala - Honduras - México - Japão - México (Consulado) - Guatemala - Portugal (Consulado, em fechamento) - Canadá (Consulado) - México - Japão (Escritório Consular) - Palau - Filipinas - Canadá (Consulado) - México San Juan, Porto Rico abriga oito consuladoss, sete são de países latino-americanos. Possui o maior número de consulados fora dos Estados Unidos continental. - Chile - Colômbia - Costa Rica - República Dominicana - Haiti - México - Espanha - Venezuela - El Salvador - México (Consulado) Seattle possui seis consulados, a terceira cidade com maior número da Costa Oeste. - Canadá - Taiwan (Escritório Econômico e Cultural) - Japão - México (Consulado) - Rússia - Coreia do Sul - Grécia - Panamá - Canadá (Consulado) - México (Consulado) - El Salvador |

### Cidades apenas com consulados mexicanos (23)
Devido ao grande número de mexicanos-americanos, o México têm 50 missões diplomáticas nos Estados Unidos, mais do que qualquer país tem com qualquer outro país. Muitas delas são em pequenas cidades no sudoeste dos Estados Unidos.
| - Albuquerque (Consulado) - Austin - Boise (Consulado) - Brownsville (Consulado) - Calexico (Consulado) - Del Rio (Consulado) - Douglas (Consulado) - Eagle Pass (Consulado) - El Paso - Fresno (Consulado) - Indianápolis (Consulado) - Laredo | - Little Rock (Consulado) - McAllen (Consulado) - Omaha (Consulado) - Oxnard (Consulado) - Presidio (Consulado) - Sacramento - Salt Lake City (Consulado) - San Antonio - San Bernardino (Consulado) - San Jose (Consulado) - Yuma (Consulado) |

## Países sem formal missão diplomática nos Estados Unidos
- Butão - Consular gere os direitos na missão junto as Nações Unidas em Nova Iorque.
- Cuba Mantém seção de interesses no interior da Embaixada da Suíça (Política de proteção)
- Irão - Mantém seção de interesses no interior da Embaixada da Suíça (Política de proteção)

- Chipre do Norte - Escritório Representativo do Chipre do Norte
- Coreia do Norte - O consul gere os direitos na missão junto as Nações Unidas em Nova Iorque.
- Taiwan (Taiwan) - Escritório Representativo Econômico e Cultural de Taipé
- Saara Ocidental(Saara Ocidental) - Frente Polisário Escritório Representativo em Washington e missão nas Nações Unidas em Nova Iorque.

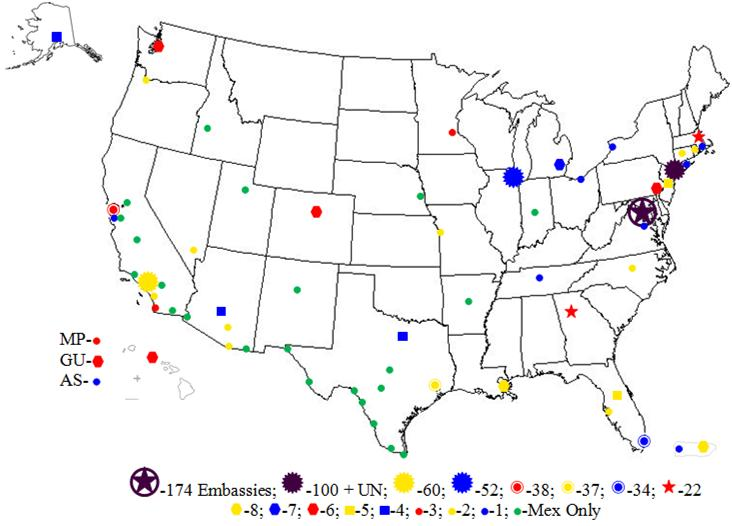
Missões Diplomáticas nos Estados Unidos por cidade. Washington, Nova Iorque e Los Angeles tem a maior partes das missões